# 기아긴스키군

가이긴스키 군의 위치

기아긴스키군(러시아어: Гиагинский район, 아디게어: Джэджэ район)은 아디게야 공화국에 있는 군으로 면적은 790 sq. km, 인구는 3만3,200명(2005년 1월 1일)이다. 인구 밀도는 42,0명/sq. km이다.
중심지는 기아긴스카야(Гиагинская, 아디게어: Джэджэ)이고, 기아긴스카야는 마이코프에서 35km 떨어져 있다.
인구는 3만3,458명(2002)이다. 기아긴스카야의 인구는 군 인구의 45.3%를 차지한다.

## 행정 구역
기아긴스키 군은 5개의 읍으로 구성되어 있다.